# Сирел, Прийт
Прийт Сирел (Сирель; эст. Priit Sirel; 26 декабря 1985, Таллин) — эстонский футболист, левый защитник и полузащитник.

## Биография
На старте взрослой карьеры играл за команды, входившие в систему таллинской «Флоры» — ФК «Лелле», «Тервис» (Пярну), «Валга», «ХЮЙК Эммасте». В составе «Валги» в 2002 году стал победителем первой лиги Эстонии. 13 августа 2003 года сыграл дебютный матч в высшей лиге за «Валгу» против «Транса», проведя на поле первый тайм, а всего в том сезоне провёл три матча в элите.
В 2004 году перешёл в «Тулевик» (Вильянди), где в течение двух с половиной сезонов стабильно играл за команду, сыграв 57 матчей и забив один гол в высшей лиге. Автором гола стал 30 октября 2005 года в матче против «Меркуура». Летом 2006 года покинул «Тулевик» и затем полтора года не выступал в официальных соревнованиях.
С 2008 года до конца карьеры играл за любительские клубы Таллина.
Вызывался в сборные Эстонии младших возрастов, провёл не менее 11 матчей.